# Junior-VM i håndbold 1987 (mænd)
Juniorverdensmesterskabet i håndbold for mænd 1987 var det sjette junior-VM i håndbold for mænd, og turneringen med deltagelse af 16 hold afvikledes i Jugoslavien i perioden 3. – 13. december 1987.
Turneringen blev vundet af værtslandet Jugoslavien, som i finalen besejrede Spanien med 28-26. Bronzemedaljerne gik til Sovjetunionen, som i bronzekampen vandt 34-18 over Sverige.

## Resultater
De 16 deltagende hold var inddelt i fire grupper med fire hold i hver, og i hver gruppe spillede holdene en enkeltturnering alle-mod-alle. De fire gruppevindere, de fire -toere og de fire -treere gik videre til kampene om placeringerne 1-12, mens holdene, der sluttede som nr. 4 i hver gruppe, spillede videre i kampene om 13.- til 16.-pladsen.

### Indledende runde

#### Gruppe A
| Dato               | Kamp               | Res.  | Pause | Spillested |
| ------------------ | ------------------ | ----- | ----- | ---------- |
|                    | Sverige – Spanien  | 32–23 | 15-90 |            |
| DDR – Algeriet     | 27–27              | 13-14 |       |            |
|                    | Algeriet – Sverige | 15–15 | 5-8   |            |
| DDR – Spanien      | 12–17              | 5-9   |       |            |
|                    | Sverige – DDR      | 24–22 | 12-80 |            |
| Spanien – Algeriet | 22–16              | 11-70 |       |            |

| Hold     | Kampe | Mål   | Point |
| -------- | ----- | ----- | ----- |
| Sverige  | 3     | 71-60 | 5     |
| Spanien  | 3     | 62-60 | 4     |
| Algeriet | 3     | 58-64 | 2     |
| DDR      | 3     | 61-68 | 1     |

#### Gruppe B
| Dato                   | Kamp                    | Res.  | Pause | Spillested |
| ---------------------- | ----------------------- | ----- | ----- | ---------- |
|                        | Vesttyskland – Frankrig | 17–19 | 10-10 |            |
| Danmark – Kuwait       | 27–23                   | 12-11 |       |            |
|                        | Kuwait – Vesttyskland   | 15–26 | 08-13 |            |
| Danmark – Frankrig     | 18–21                   | 07-11 |       |            |
|                        | Frankrig – Kuwait       | 28–20 | 11-90 |            |
| Vesttyskland – Danmark | 27–16                   |       |       |            |

| Hold         | Kampe | Mål   | Point |
| ------------ | ----- | ----- | ----- |
| Frankrig     | 3     | 68-55 | 6     |
| Vesttyskland | 3     | 70-50 | 4     |
| Danmark      | 3     | 61-71 | 2     |
| Kuwait       | 3     | 58-81 | 0     |

#### Gruppe C
| Dato            | Kamp                   | Res.  | Pause | Spillested |
| --------------- | ---------------------- | ----- | ----- | ---------- |
|                 | Sovjetunionen – Ungarn | 30–23 | 16-11 |            |
| Norge – Island  | 21–23                  | 09-11 |       |            |
|                 | Island – Sovjetunionen | 17–26 | 10-12 |            |
| Norge – Ungarn  | 25–22                  | 11-12 |       |            |
|                 | Sovjetunionen – Norge  | 23–17 | 11-70 |            |
| Ungarn – Island | 33–30                  | 14-12 |       |            |

| Hold          | Kampe | Mål   | Point |
| ------------- | ----- | ----- | ----- |
| Sovjetunionen | 3     | 79-57 | 6     |
| Norge         | 3     | 63-68 | 2     |
| Ungarn        | 3     | 78-85 | 2     |
| Island        | 3     | 70-80 | 2     |

#### Gruppe D
| Dato                       | Kamp                          | Res.  | Pause | Spillested |
| -------------------------- | ----------------------------- | ----- | ----- | ---------- |
|                            | Jugoslavien – Sydkorea        | 27–26 | 16-13 |            |
| Tjekkoslovakiet – Rumænien | 21–23                         | 10-11 |       |            |
|                            | Rumænien – Jugoslavien        | 24–27 | 14-12 |            |
| Tjekkoslovakiet – Sydkorea | 31–29                         | 14-12 |       |            |
|                            | Jugoslavien – Tjekkoslovakiet | 23–22 | 10-13 |            |
| Sydkorea – Rumænien        | 26–29                         | 13-13 |       |            |

| Hold            | Kampe | Mål   | Point |
| --------------- | ----- | ----- | ----- |
| Jugoslavien     | 3     | 77-72 | 6     |
| Rumænien        | 3     | 76-74 | 4     |
| Tjekkoslovakiet | 3     | 74-75 | 2     |
| Sydkorea        | 3     | 81-87 | 0     |

### Hovedrunde
I hovedrunden samledes de fire gruppevindere, de fire -toere og de fire -treere fra den indledende runde i gruppe I og II. I hver gruppe spillede holdene en enkeltturnering alle-mod-alle, og de to gruppevindere kvalificerede sig til finalen. De to toere gik videre til bronzekampen, mens treerne gik videre til placeringskamp om femtepladsen. De to firere gik videre til kampen om syvendepladsen, de to femmere til kampen om niendepladsen og de to seksere til kampen om 11.-pladsen. Resultater af indbyrdes opgør mellem hold fra samme indledende gruppe blev overført til hovedrunden, så holdene ikke skulle mødes igen.

#### Gruppe I
| Dato                    | Kamp                   | Res.  | Pause | Spillested |
| ----------------------- | ---------------------- | ----- | ----- | ---------- |
|                         | Spanien – Vesttyskland | 23–22 | 13-12 |            |
| Sverige – Danmark       | 27–24                  | 14-10 |       |            |
| Algeriet – Frankrig     | 16–21                  | 06-10 |       |            |
|                         | Danmark – Algeriet     | 23–22 | 07-12 |            |
| Vesttyskland – Sverige  | 22–19                  | 10-12 |       |            |
| Frankrig – Spanien      | 19–21                  | 09-10 |       |            |
|                         | Spanien – Danmark      | 25–18 | 11-70 |            |
| Algeriet – Vesttyskland | 17–19                  | 5-7   |       |            |
| Sverige – Frankrig      | 23–21                  | 11-11 |       |            |

| Hold         | Kampe | Mål     | Point |
| ------------ | ----- | ------- | ----- |
| Spanien      | 5     | 114-107 | 8     |
| Sverige      | 5     | 116-105 | 7     |
| Vesttyskland | 5     | 107-940 | 6     |
| Frankrig     | 5     | 101-950 | 6     |
| Danmark      | 5     | 099-122 | 2     |
| Algeriet     | 5     | 086-100 | 1     |

#### Gruppe II
| Dato                        | Kamp                     | Res.  | Pause | Spillested |
| --------------------------- | ------------------------ | ----- | ----- | ---------- |
|                             | Norge – Rumænien         | 17–27 | 08-11 |            |
| Sovjetunionen – Tjekkoslov. | 33–19                    | 18-11 |       |            |
| Ungarn – Jugoslavien        | 21–24                    | 13-80 |       |            |
|                             | Tjekkoslovakiet – Ungarn | 27–28 | 14-11 |            |
| Rumænien – Sovjetunionen    | 13–24                    | 08-11 |       |            |
| Jugoslavien – Norge         | 28–21                    | 13-11 |       |            |
|                             | Norge – Tjekkoslovakiet  | 25–25 | 14-14 |            |
| Ungarn – Rumænien           | 26–24                    | 11-13 |       |            |
| Sovjetunionen – Jugoslavien | 18–19                    | 09-10 |       |            |

| Hold            | Kampe | Mål     | Point |
| --------------- | ----- | ------- | ----- |
| Jugoslavien     | 5     | 121-106 | 10    |
| Sovjetunionen   | 5     | 128-910 | 8     |
| Rumænien        | 5     | 111-115 | 4     |
| Ungarn          | 5     | 120-130 | 4     |
| Norge           | 5     | 105-125 | 3     |
| Tjekkoslovakiet | 5     | 114-132 | 1     |

### Placeringsrunde
Placeringsrunden om 13.- til 16.-pladsen havde deltagelse af de fire hold, der endte på fjerdepladserne i de indledende grupper. Holdene spillede en enkeltturnering alle-mod-alle.
| Dato              | Kamp           | Res.  | Pause | Spillested |
| ----------------- | -------------- | ----- | ----- | ---------- |
|                   | DDR – Island   | 24–23 | 10-11 |            |
| Kuwait – Sydkorea | 23–25          | 11-11 |       |            |
|                   | Sydkorea – DDR | 23–25 | 10-13 |            |
| Island – Kuwait   | 26–27          | 12-12 |       |            |
|                   | DDR – Kuwait   | 29–24 | 17-14 |            |
| Island – Sydkorea | 25–32          | 09-14 |       |            |

| Hold     | Kampe | Mål   | Point |
| -------- | ----- | ----- | ----- |
| DDR      | 3     | 78-70 | 6     |
| Sydkorea | 3     | 80-73 | 4     |
| Kuwait   | 3     | 74-80 | 2     |
| Island   | 3     | 74-83 | 0     |

### Placerings- og finalekampe
| Dato                | Kamp                       | Res.                | Pause               | Spillested          |
| Kamp om 11.-pladsen | Kamp om 11.-pladsen        | Kamp om 11.-pladsen | Kamp om 11.-pladsen | Kamp om 11.-pladsen |
| ------------------- | -------------------------- | ------------------- | ------------------- | ------------------- |
| 13.12.              | Algeriet – Tjekkoslovakiet | 18–24               | 11-14               |                     |
| Kamp om 9.-pladsen  |                            |                     |                     |                     |
|                     | Danmark – Norge            | 24–22               | 13-10               |                     |
| Kamp om 7.-pladsen  |                            |                     |                     |                     |
|                     | Frankrig – Ungarn          | 27–29               | 11-10               |                     |
| Kamp om 5.-pladsen  |                            |                     |                     |                     |
|                     | Vesttyskland – Rumænien    | 20–23               | 8-8                 |                     |
| Bronzekamp          |                            |                     |                     |                     |
| 13.12.              | Sverige – Sovjetunionen    | 18–34               | 08-15               |                     |
| Finale              |                            |                     |                     |                     |
| 13.12.              | Spanien – Jugoslavien      | 26–28               | 13-12               |                     |

| Samlet rangering | Samlet rangering |
| ---------------- | ---------------- |
| Guld             | Jugoslavien      |
| Sølv             | Spanien          |
| Bronze           | Sovjetunionen    |
| 4.               | Sverige          |
| 5.               | Rumænien         |
| 6.               | Vesttyskland     |
| 7.               | Ungarn           |
| 8.               | Frankrig         |
| 9.               | Danmark          |
| 10.              | Norge            |
| 11.              | Tjekkoslovakiet  |
| 12.              | Algeriet         |

### All star-hold
Iztok Puc blev kåret som mesterskabets mest værdifulde spiller..

### Topscorere[3]
| Nr. | Spiller             | Mål |
| --- | ------------------- | --- |
| 1   | Iztok Puc (de)      | 55  |
| 2   | Kim Jae-hwan (en)   | 53  |
| 3   | Attila Horváth (en) | 45  |
| 4   | Remus Chirila       | 43  |
| 5   | Robert Licu (de)    | 42  |
| ... |                     |     |
| 8   | Denis Lathoud (fr)  | 35  |

### Medaljevindere
| Guld | Sølv | Bronze        |
| --- | --- | ------------- |
| Jugoslavien | Spanien | Sovjetunionen |
| 11 - Goran Stojanović (de) 12 - Vladimir Jelčić 13 - Zoran Tomić 15 - Andelko Milošević 16 - Iztok Puc (de) 17 - Alvaro Načinović (de) 18 - Ivica Obrvan (de) 10 - Igor Butulija (de) 11 - Dragan Kukić 13 - Dalibor Bradjić 14 - Ratko Tomljanović (de) 16 - Željko Hornjak ... Coach - Kasim Kamenica (de) | 11 - Jaume Fort (de) 12 - Enric Masip (de) 14 - Nicolas Pradas 15 - Jordi Fernández Pérez 17 - José Villadea 17 - Mateo Garralda 18 - Jesús Barbón López 19 - Ángel Hermida 10 - Alberto Urdiales (de) 11 - Aleix Franch 12 - Jordi Núñez Carretero (de) 13 - Luis Eduardo García López ... Coach - Cruz Ibero Iriarte (de) | [[]]          |